# Jack Reynolds (football, 1869)
Pour les articles homonymes, voir John Reynolds et Reynolds.
John « Jack » Reynolds, né le 21 février 1869 à Blackburn en Angleterre et mort le 3 décembre 1917 à Sheffield est un joueur de football professionnel. Il joue entre autres à West Bromwich Albion, Aston Villa et au Celtic glasgow. Il a la particularité d’avoir été sélectionné à la fois en équipe d'Irlande de football et en équipe d'Angleterre de football. Il est ainsi devenu le seul joueur à jouer à la fois pour l'Irlande et l’Angleterre et aussi le seul joueur à avoir marqué contre et pour l’Angleterre (si l’on exclut bien sur les buts marqués contre son camp). Il a gagné la Coupe d'Angleterre en 1892 avec West Bromwich Albion et fut un membre important de l’équipe d’Aston Villa des années 1890 qui remporta 3 fois le championnat d’Angleterre et 2 fois la Coupe, avec en plus un doublé en 1897.
Reynolds était considéré comme un joueur très combatif, avec un remarquable touché de balle et une exceptionnelle vélocité. Il fait partie des grands joueurs des années 1890 et est un des plus grands joueurs de sa génération. Dans le même temps il est aussi perçu comme un homme à femmes et un buveur impénitent. Ces deux « faiblesses » lui ont fait perdre la majeure partie de l’argent gagné en jouant au football. Il est le père d’au moins un enfant illégitime et a été convoqué devant un juge en 1899 pour non-paiement de pension alimentaire. Son alcoolisme a gâché la fin de sa carrière et après un bref passage au Celtic Glasgow puis à Southampton St. Marys, il est devenu un joueur semi-professionnel payé à la journée. À la fin de sa vie il travailla en tant que mineur à Sheffield. Il est mort seul à l’âge de 48 ans dans une pension de famille. Reynolds et sa carrière ont été l’objet d’un grand nombre d’ouvrages, y compris un intitulé « Comment jouer au football, avoir des amis et mourir jeune : La Vie de John Reynolds » écrit par Dr. Neal Garnham de l’Université d’Ulster.

## Sa carrière de footballeur

### Les débuts
Alors qu’il est né à Blackburn dans le Lancashire, Reynolds a grandi à Ahoghill dans le Comté d'Antrim en Irlande et a fréquenté les écoles de Portglenone et de Ballymena. À l’âge de 15 ans il est de retour à Blackburn et joue au football avec l’équipe réserve des Blackburn Rovers. En décembre 1886 il s’engage dans l’armée et est envoyé en stationnement avec son unité, le East Lancashire Regiment en Irlande. Il joue alors dans l’équipe du régiment engagée dans le championnat d’Irlande. En 1888 il joue pour l'équipe de Distillery FC avec Olphert Stanfield and Billy Crone. Il joue même avec Distillery la Coupe d’Angleterre contre un de ses anciens clubs, le Blackburn Park Road FC. Il rate la saison 1888-1889 à cause d’une suspension mais malgré cela le club de Distillery le sort de l’armée pour le faire jouer pour la saison 1889-1890. Reynolds aide le a bien figurer dans le championnat du Comté d’Antrim en atteignant la finale. En juin 1890 il signe pour le club d’Ulster FC, une ancienne équipe de Belfast. En 1891, il termine avec son club à la deuxième place du premier championnat d’Irlande  et de la Coupe d’Irlande seulement battu dans les deux épreuves par le Linfield FC.

### International irlandais
Entre 1890 et 1891, alors qu’il joue pour les clubs de Distillery FC et Ulster FC, Reynolds fait cinq apparitions dans l’équipe d'Irlande de football, quatre en tant que demi-centre (milieu de terrain) et une en tant qu’ailier. Il fait ses débuts pour l’Irlande le 8 février 1890 lors de la défaite 5-2 contre le Pays de Galles. Le 15 mars 1890, il joue contre l’Angleterre et marque le seul but irlandais lors de la déroute 9-1. C’est le seul match international dans lequel il a joué au poste d'ailier. Pendant le British Home Championship de 1891, il joue les trois matchs de l'équipe d'Irlande.

### West Bromwich Albion
En mars 1891, Reynolds signe pour le club anglais de West Bromwich Albion Football Club (WBA) implanté à Birmingham. La fédération anglaise découvre à ce moment-là qu’il a en fait la nationalité anglaise. Pendant la saison 1891-1892 il joue 17 matchs avec WBA et marque 2 buts. Il gagne aussi la première de ses trois FA Cup, marquant un but lors de la victoire finale 3-0 contre Aston Villa. Pendant la saison 1892-1893 il joue 20 matchs pour un but marqué. Ce but est particulier car il s’agit du tout premier pénalty sifflé et marqué dans le championnat anglais. Il a été marqué contre Nottingham Forest le 3 avril 1893.
Pendant cette période, il joue brièvement pour Droitwich Town FC comme invité ou sous la forme d’un prêt. Après une brouille avec l’équipe de management de West Bromwich Albion, Reynolds est vendu à Aston Villa Football Club pour une somme de £50.

### Aston Villa
Entre 1892 et 1897, Reynolds joue 96 matchs de championnat et marque 17 buts pour Aston Villa. Cette période est la plus faste de sa carrière car il appartenait à la meilleure équipe du moment en Angleterre. Il gagne le Championnat d'Angleterre en 1894, 1896 et 1897. Reynolds a aussi joué 14 matchs de Coupe et remporta ainsi les épreuves de 1895 et 1897. Il gagne la finale de 1895 contre son ancien club WBA.

### International anglais
Alors qu’il joue le championnat anglais sous les couleurs de West Bromwich Albion et d’Aston Villa, Reynolds fait huit apparitions sous le maillot anglais. Il fait ses débuts dans l’équipe nationale anglaise à l’âge de 23 ans en 1892 contre l’équipe d'Écosse de football. Ses équipiers sont alors Fred Spiksley, Steve Bloomer, Ernest Needham et Frank Becton. Il marque un but lors de la victoire 6-0 contre le Pays de galles en 1893, lors de la victoire 5-2 contre l’Écosse en 1893 et lors du match nul 2-2 contre l’Écosse en 1894. Il n’a jamais marqué de but contre l'équipe d'Irlande.
Il participe à la victoire de l’équipe d’Angleterre dans trois British Home Championship. Reynolds joue son dernier match sous les couleurs anglaises contre l’Écosse en 1897 à l’âge de 28 ans.
Reynolds a aussi joué à quatre reprises dans l’équipe de l’English League XI.

### La fin de sa carrière
Après avoir quitté Aston Villa, Reynolds s’engage pour le Celtic Glasgow puis pour Southampton St. Marys au cours de la saison 1897-98. Même si à chaque fois il participe au gain du titre national dans chacun des championnats disputés, ses contributions personnelles sont  faibles et sa carrière largement déclinante. Il joue ensuite pour des clubs semi-professionnels y compris une période en tant qu’entraineur-joueur en Nouvelle-Zélande. Il arrête définitivement sa carrière de footballeur en avril 1905 et travaille comme entraineur au club de Cardiff City pendant la saison 1907-1908.
Après son retrait complet du football, Reynolds s’installe à Sheffield et travaille dans une mine de charbon jusqu’à sa mort en 1917.

## Palmarès
Distillery FC
- Finaliste du County Antrim Shield en 1889-90

Ulster FC
- Deuxième du championnat d'Irlande de football 1890-91
- Finaliste de la Coupe d'Irlande 1890-91

West Bromwich Albion
- Vainqueur de la Coupe d'Angleterre de football 1892

Aston Villa
- Champion d’Angleterre 1893-1894, 1895-1896 et 1896-1897
- Vainqueur de la Coupe d'Angleterre 1895 et 1897

Équipe nationale d'Angleterre
- Vainqueur du British Home Championship 1892, 1893 et 1895

## Sources
- (en) Cet article est partiellement ou en totalité issu de l’article de Wikipédia en anglais intitulé « Jack Reynolds (footballer born 1869) » (voir la liste des auteurs), édition du 4 juin 2009.
- (en) Who's Who Of Aston Villa (2004): Tony Matthews
- (en) Tony Matthews, The Who's Who of West Bromwich Albion, Derby, Breedon Books, 2005, 256 p. (ISBN 978-1-85983-474-9, OCLC 60371637)